# Blassac

Blassac este o comună în departamentul Haute-Loire, Franța. În 2009 avea o populație de 150 de locuitori.